# カオンデ語
カオンデ語（カオンデご、カオンデ語: Kiikaonde、英: Kaonde language、Chikahonde、Chikaonde、Kawonde、Luba Kaonde）はバントゥー語群に属する言語である。話者はザンビアの北西州、中央州に多い。またコンゴ民主共和国にもいる。